# Regatul Slavoniei (1699–1868)

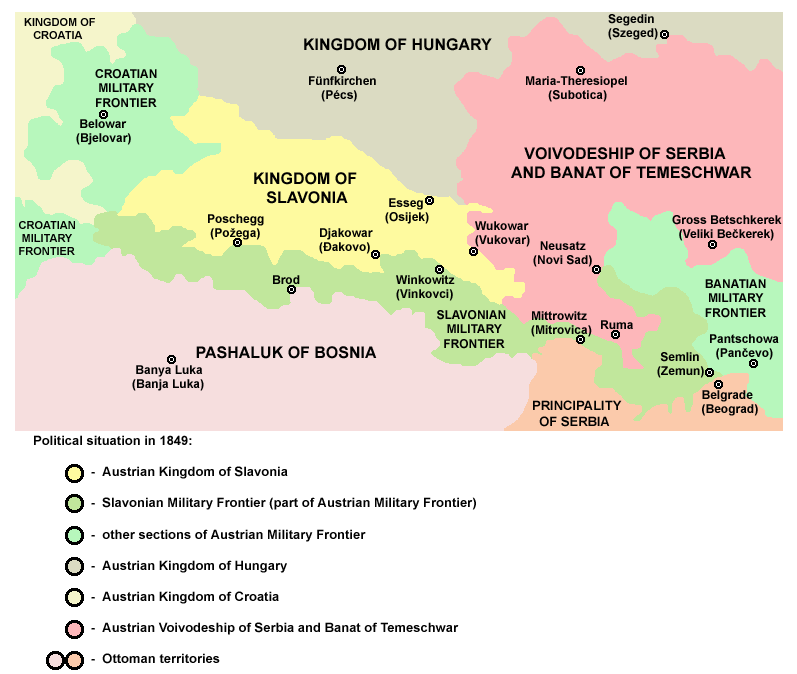
Regatul Slavoniei în 1849

Regatul Slavoniei (în croată Kraljevina Slavonija; în germană Königreich Slawonien; în latină Regnum Sclavoniae; în maghiară Szlavón Királyság) a fost o provincie a Monarhiei Habsburgice (inclusiv a Imperiului Austriac) care a existat din 1699 până în 1868. Provincia cuprindea părțile nordice ale regiunilor Slavonia (aflată astăzi în Croația) și Srem (aflată astăzi în Serbia și în Croația). Părțile sudice ale acestor regiuni istorice formau Granița Militară Slavonă, care era o secțiune a Graniței Militare.

## Legături externe
- hr Ante Vranković: Ivan Komersteiner - Ikonograf čudesno obnovljenog Hrvatskog Kraljevstva, Hrvatsko slovo, br. 1099, 13. 5. 2016., str. 28 i br. 1100, 20. 5. 2016., str. 28-29